# Nassian (département)
Le département de Nassian est un département de Côte d'Ivoire. 